# ألان تانغ
ألان تانغ (بالصينية: 鄧光榮) هو مخرج وممثل هونغ كونغي، ولد في 20 سبتمبر 1946 في الصين، وتوفي بنفس المكان في 29 مارس 2011 بسبب نوبة قلبية.

## وصلات خارجية
- ألان تانغ على موقع IMDb (الإنجليزية)
- ألان تانغ على موقع ألو سيني (الفرنسية)
- ألان تانغ على موقع أول موفي (الإنجليزية)
- ألان تانغ على موقع قاعدة بيانات الفيلم (الإنجليزية)
- ألان تانغ على موقع كينوبويسك (الروسية)